# Dane statystyczne
Dane statystyczne – dane dotyczące zjawisk, zdarzeń, obiektów i działalności podmiotów gospodarki narodowej oraz życia i sytuacji osób fizycznych, w tym dane osobowe, pozyskane bezpośrednio od respondentów albo z systemów informacyjnych administracji publicznej i rejestrów urzędowych, od momentu ich zebrania na potrzeby wykonywania zadań statystyki publicznej.